# 菱亜鉛鉱
菱亜鉛鉱（りょうあえんこう、英: smithsonite、スミソナイト）は、鉱物（炭酸塩鉱物）の一種。化学組成は ZnCO3（炭酸亜鉛）、結晶系は三方晶系。方解石グループの鉱物。
smithsonite の名前は、1832年に鉱物学者の François Sulpice Beudant によって、菱亜鉛鉱を最初に見分けたジェームズ・スミソンにちなんで命名された。

## 産出地
亜鉛が埋蔵され、風化や酸化還元反応が行われる地域で二次鉱物として産出する。また、まれに亜鉛を含んだ炭酸塩岩の中でも産出する。
一般的に、異極鉱、珪亜鉛鉱、水亜鉛土、白鉛鉱、孔雀石、藍銅鉱、水亜鉛銅鉱、硫酸鉛鉱などとともに産出する。
どこか特定の地域に偏在しているわけではなく、世界各地で産出される。後述の通り、色にバリエーションがある鉱物であるが、産地によって鉱物の色が異なる。
例えば、以下の国で産出される。
アメリカ合衆国、メキシコ、イタリア、オーストリア、ドイツ、ベルギー、フランス、スペイン、イギリス、アルジェリア、チュニジア、ナミビア、オーストラリア、中国、日本。

## 日本の菱亜鉛鉱の産地
日本では以下の43か所で産出される。
| 産地       | 別名               | 県     | 発見年 | 備考                     |
| ---------- | ------------------ | ------ | ------ | ------------------------ |
| 神岡鉱山   |                    | 岐阜   | 1885年 | 閉山・日本の地質百選     |
| 茂住鉱山   | 神岡鉱山           | 岐阜   | 1886年 | 閉山                     |
| 細倉鉱山   | 高田鉱山           | 宮城   | 1897年 | 閉山・近代化産業遺産群33 |
| 倉谷鉱山   |                    | 石川   | 1899年 | 閉山                     |
| 荒川鉱山   |                    | 秋田   | 1908年 | 閉山                     |
| 日三市鉱山 |                    | 秋田   | 1908年 | 閉山                     |
| 日影鉱山   |                    | 鹿児島 | 1908年 | 大谷鉱山と合併           |
| 亀ヶ谷鉱山 | 笹尾鉱山           | 富山   | 1908年 | 閉山                     |
| 練股鉱山   |                    | 福井   | 1908年 |                          |
| 長登鉱山   |                    | 山口   | 1913年 | 閉山                     |
| 葡萄鉱山   | 朝日鉱山           | 新潟   | 1930年 |                          |
| 大和鉱山   | 於福鉱山           | 山口   | 1932年 |                          |
| 院内鉱山   |                    | 秋田   | 1932年 |                          |
| 魚見鉱山   |                    | 福井   | 1933年 |                          |
| 坂東島鉱山 |                    | 福井   | 1933年 |                          |
| 花ノ山鉱山 | 大田鉱山           | 山口   | 1936年 |                          |
| 喜多平鉱山 | 北平鉱山           | 山口   | 1947年 |                          |
| 河東鉱山   | 田島鉱山           | 福岡   | 1955年 |                          |
| 対州鉱山   | 佐須鉱山           | 長崎   | 1958年 |                          |
| 土呂久鉱山 | 外録鉱山           | 宮崎   | 1958年 |                          |
| 大吹鉱山   |                    | 宮崎   | 1959年 |                          |
| 秩父鉱山   | 赤岩鉱山           | 埼玉   | 1961年 |                          |
| 亀山盛鉱山 |                    | 秋田   | 1970年 |                          |
| 大谷鉱山   |                    | 鹿児島 | 1970年 |                          |
| 七里沢鉱山 | 三晃鉱山・三泰鉱山 | 宮城   | 1972年 |                          |
| 船岡鉱山   |                    | 京都   | 1974年 |                          |
| 石部鉱山   | 松籟山             | 滋賀   | 1978年 |                          |
| 五加鉱山   |                    | 岐阜   | 1979年 |                          |
| 黒川鉱山   |                    | 岐阜   | 1979年 |                          |
| 山宝鉱山   |                    | 岡山   | 1980年 |                          |
| 円山鉱山   |                    | 北海道 | 1982年 |                          |
| 灰山       |                    | 滋賀   | 1985年 |                          |
| 扇平鉱山   |                    | 岡山   | 1986年 |                          |
| 見立鉱山   |                    | 宮崎   | 1997年 |                          |
| 木浦鉱山   |                    | 大分   | 1999年 | 閉山                     |
| 平尾鉱山   |                    | 大阪   | 2001年 |                          |
| 発盛鉱山   | 椿鉱山・ 八盛鉱山  | 秋田   | 2004年 |                          |
| 瀬波       | 白山               | 石川   | 2006年 |                          |
| 野門鉱山   |                    | 栃木   | 2013年 |                          |
| 銅ヶ丸鉱山 |                    | 島根   | 2021年 |                          |

## 性質・特徴
様々な色のものが存在する菱面体晶鉱物で、よく形成された結晶が見られることはごくまれである。代表的な形状は、ぶどう状、皮膜状の形である。モース硬度は4.5で、比重は4.4 - 4.5。方解石グループ特有の三方向に完全な劈開は弱くなっている。塩酸などの酸によく溶けて二酸化炭素を放出する。
菱マンガン鉱、菱鉄鉱と固溶体を形成する。純粋なものは無色・白色だが、亜鉛イオンが大きいため、結晶構造に隙が生じ、銅（緑、青緑）、カドミウム（黄）、コバルト（ピンク）などのイオンが入り込んで多彩な色彩を呈する。
異極鉱と類似しており、2種類の異なる鉱物であると理解されるまでは、歴史的に同じものとして鑑定されていた。これらの2種は外観が非常に似ており、カラミンという名称は、いまだに両方に使われており、時に混乱を引き起こす。

## 用途・加工法
亜鉛鉱石の一つ。

## ギャラリー

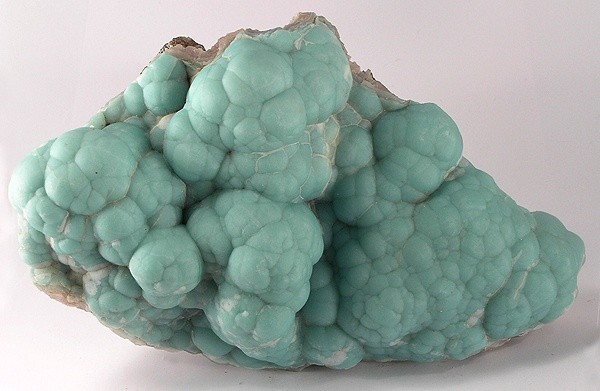
ぶどう状のもの（メキシコシナロア州チョイス、18.8 x 11.6 x 4.0 cm）
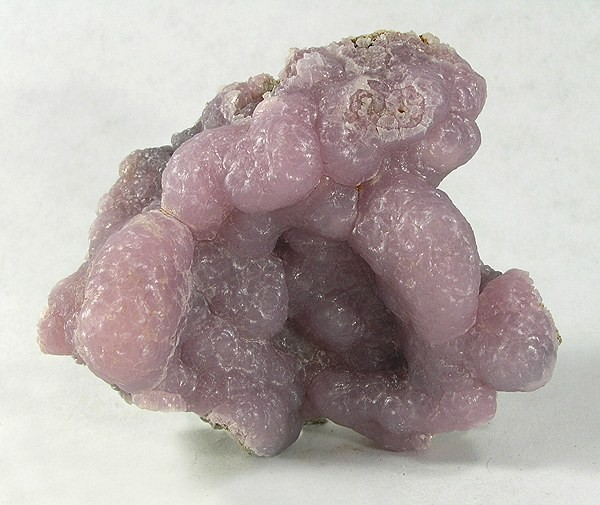
ピンク色のもの（シナロア州、6.8 x 5.8 x 3.3 cm）
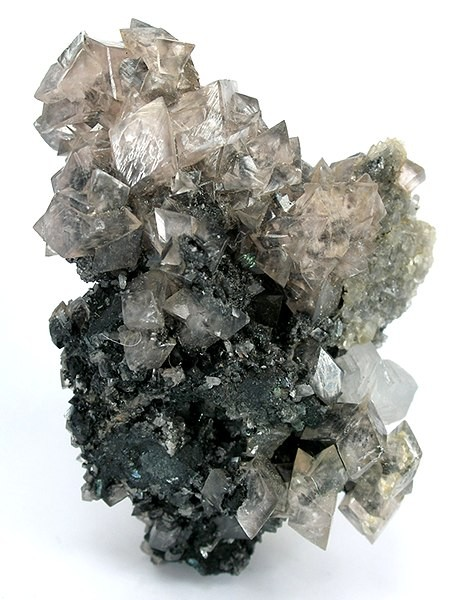
僅かに桃色の二価マンガンを含む結晶（ツメブ産出、6.8 x 4.6 x 3.7 cm）
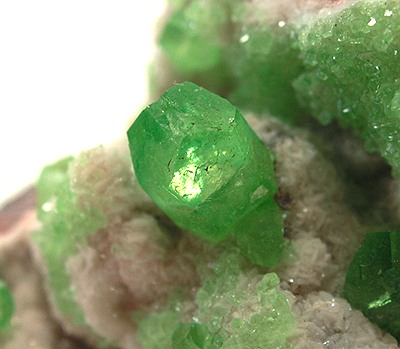
ドロマイトに発生した二価銅を含む菱亜鉛鉱（ツメブ産出、4.4 x 4 x 3 cm）